# شارل الثاني، ملك نابولي
شارل الثاني المعروف باسم «الأعرج» ((بالفرنسية: le Boiteux) أو (بالإيطالية: lo Zoppo)) ولد (1254 - 5 مايو 1309) كان ملك نابولي وصقلية وملك القدس اسماً وأمير ساليرنو.
متأثرًا ببارتولوميو دا كابوا ومستشاريه الآخرين، تبنى تشارلز مفهوم إنشاء مملكة مسيحية بحتة. وأمر بطرد اليهود واللومبارد من أنجو ومين، متهماً إياهم بممارسة الربا. بعد تطبيقه لفرية الدم ضد يهود جنوب إيطاليا، أجبر الكثير منهم على التحول إلى المسيحية. كما أنشأ محاكم التفتيش في المملكة.